# Fleurey-lès-Saint-Loup
Fleurey-lès-Saint-Loup is een gemeente in het Franse departement Haute-Saône (regio Bourgogne-Franche-Comté) en telt 138 inwoners (2011). De plaats maakt deel uit van het arrondissement Lure.

## Geografie
De oppervlakte van Fleurey-lès-Saint-Loup bedraagt 3,5 km², de bevolkingsdichtheid is 39,4 inwoners per km².
De onderstaande kaart toont de ligging van Fleurey-lès-Saint-Loup met de belangrijkste infrastructuur en aangrenzende gemeenten.

## Demografie
Onderstaande figuur toont het verloop van het inwonertal (bron: INSEE-tellingen).